# 민중의 적
《민중의 적》 (원제: En Folkefiende)은 헨리크 입센에 의해서 1882년에 쓰여진 희곡이다. 영화화도 되고 있다. 미국에서의 연극 각본은 아서 미러에 의해서 쓰여져 있다.

## 이야기
19세기 후반, 노르웨이의 시골 마을에서 온천이 발견되어 마을의 사람들은 관광에 의한 마을 부흥을 도모한다. 그러나, 개업 의사 토마스 스톡맨은 마을의 제혁소 (경영자는 토마스의 장인)로부터의 폐수가 목욕탕을 오염하고 있는 것을 발견한다. 그는 형인 촌장에게 원천의 사용 중지를 진언하지만, 이익을 우선하기 위해 경비가 드는 온천의 수리는 각하되고 현실을 호소하기 위해서 열린 읍민 집회에서도 그의 의견은 말살되어 버린다. 그의 의사의 윤리와 인간으로서의 정의감은 민중에게는 적에 지나지 않는 것이었다. 그와 그 가족은 점차 고립해 간다.

## 한국어 번역
- 소두영 역 《민중의 적》, 동서문화사, 2016년

## 영화

### 1978년판
《민중의 적》은 1978년 제작·공개, 입센의 동명 희곡을 아서 미러가 번안한 희곡을 원작으로 한 미국 영화이다.
- 원제: An Enemy of the People
- 1978년 제작
- 제작 총지휘: 스티브 막크인
- 제작·감독: 조지 시파
- 촬영: 폴 로만
- 음악: 레나드 로젠맨
- 출연
  - 스티브 막크인
  - 비비 안데쇼
  - 찰스 다닝
- 일본에서의 배급: 일본 헤럴드 영화

액션 스타로서 명성을 얻고 있던 막크인이었지만, 성격파 배우 스펜서 트레이시를 존경해, 액터즈 스튜디오에서 연극을 배운 그는 문예 작품에도 강한 관심을 안고 있었다. 원작에 반한 그는 영화화권을 취득, 자신이 주재하는 솔러 프로로 영화화했다. 역할 연구이기 때문에 체중을 늘려, 안경을 내기 머리카락과 자를 늘린 모습은 막크인이라고 눈치채지 않는 사람이 나올 수준으로, 스턴트가 없는 억제한 연기로 인간 드라마를 연기했다.
그러나 막크인의 열의와는 정반대로, 이 지극히 수수한 작품의 평가는 낮고, 전미로의 공개는 보류되어 버린다 (대학 등에서의 자주 상영은 행해졌다). 일본에서는 1983년 3월에 일본 헤럴드 영화 (현: 카도카와 헤럴드 영화)에 의해 공개되었지만, 제작으로부터 30년을 거쳐도 비디오 소프트화도 되어 있지 않다 (미국 본국에서는 워너 비디오 아카이브에서 DVD가 발매되고 있다).

### 2005년판
《인민의 적》은 2005년 제작·공개, 입센의 희곡 '민중의 적'을 원작으로 한 노르웨이의 영화이다.
- 원제: En folkefiende (영제: An Enemy of the People)
- 일본 공개 제목: 인민의 적
- 2005년, 노르웨이 영화, 87분
- 감독: 에릭 쇼뱌르그

입센의 원작에 의해 개개도, 시대를 현대로 옮겨 휴대 전화나 텔레비전의 토론 프로그램 등의 미디어를 등장시켜, 주인공은 탤런트, 그 형을 미네랄 워터의 회사의 사장으로 하는 등, 설정을 변경하고 있다.
2006년 11월 9일 - 11일에 개최된 입센 사후 100년 기념 페스티벌 '우리에게의 입센'의 기획의 하나로서, 11월 10일에 와세다 대학 오노 기념 강당에서 상영되었다.

## 상연
- 2006년, 인광군 주최, 각본·연출: 사카테 요우지, 오우라 미즈키 외 출연 - 입센 사후 100주년 기념 공연
- 2016년, 아이치 현립 아사히오카 고등학교 3학년 6조가 학원제에 대해, 이 해 시행된 18세 선거권과의 관계로 연기하고 있다.